# Kamennogorsk
Kamennogorsk (Russisch: Каменногорск; Fins: Antrea), is een Russische stad in de oblast Leningrad, gelegen op ongeveer 170 kilometer ten noordwesten van Sint-Petersburg. Het ligt op de Karelische Landengte, op de linkeroever van de rivier Vuoksi. Het heeft ongeveer 6.000 inwoners. Kamennogorsk betekent zoiets als "steenstad" in het Russisch.
In het begin van de 20e eeuw werden er overblijfselen uit het Stenen Tijdperk gevonden, onder andere een groot visnet, dobbers en stenen visloodjes.
Voor de Winteroorlog lag de stad op Fins grondgebied. Na de voor de Finnen verloren gegane Vervolgoorlog moesten de Finnen delen van Karelië afstaan; de Finse stad Antrea kwam ook in Russische handen. In 1948 kreeg Kamennogorsk zijn huidige naam.
Vlak bij de stad bevindt zich een groeve waar grijs graniet wordt gewonnen.
Bestuurlijk centrum: Sint-Petersburg (geen onderdeel van de oblast)

Steden: Boksitogorsk · Gatsjina · Ivangorod · Kamennogorsk · Kingisepp · Kirisji · Kirovsk · Kommoenar · Ljoeban · Lodejnoje Pole · Loega · Nikolskoje · Novaja Ladoga · Otradnoje · Pikaljovo · Podporozje · Primorsk · Priozersk · Sertolovo · Sjasstroj · Sjlisselburg · Slantsy · Sosnovy Bor · Svetogorsk · Tichvin · Tosno · Volchov · Volosovo · Vsevolozjsk · Vyborg · Vysotsk

Stedelijke districten: Sosnovy Bor

Gemeentelijke districten: Boksitogorski · Gatsjinski · Kingiseppski · Kirisjski · Kirovski · Lodejnopolski · Loezjski · Lomonosovski · Podporozjski · Priozerski · Slantsevski · Tichvinski · Tosnenski · Volchovski · Volosovski · Vsevolozjski · Vyborgski